# Alexander Tahy
Alexander Tahy (Nyíregyháza, 9 aprile 1896 – Mansuè, 7 marzo 1918) è stato un aviatore austro-ungarico.
Vitéz Sándor László Tahy fu un pilota dell'Impero austro-ungarico, che raggiunse 8 vittorie aeree nella prima guerra mondiale.

## Biografia e prima guerra mondiale
Sándor Tahy è nato il 9 aprile 1896 a Nyíregyháza. Entrò nell'esercito nel 1914; Era uno stendardo del 6º Reggimento di Artiglieria. La formazione è stata successivamente integrata nel 15º Reggimento di Artiglieria pesante del campo. Il 1º settembre 1915 fu promosso tenente. All'inizio del 1916, Tahy chiese il suo trasferimento alla Kaiserliche und Königliche Luftfahrtruppen. Ha completato il corso di formazione di Wiener Neustadt il 25 ottobre ed è stato diretto al fronte italiano, nella Flik 12. Poco dopo il suo arrivo va nella Flik 19 di Ajdovščina.
Il 3 dicembre 1916, Tahy e Heinrich Machner attaccarono i bombardieri italiani su Trieste con il loro aereo da ricognizione a due posti e riuscirono a sparare a uno dei Caproni a Gorizia. L'11 maggio 1917 abbatte un Nieuport a Vrtojba. Durante la Decima battaglia dell'Isonzo (12 maggio-6 giugno 1917) ha raggiunto altre due vittorie aeree: il 14 maggio 2006 a Mera ed il 3 giugno, a Sober ha sparato ad un Nieuport italiano. Il 26 giugno, insieme al pilota, Stefan Fejes, forza un Caudron ad atterrare ottenendo la quinta vittoria per la qualificazione di Asso dell'aviazione.
Tahy imparò anche a guidare l'aereo nel tempo libero e nel settembre del 1917 fece domanda per trasferirsi nella Flik 51J da caccia di Ajdovščina. Già alla fine del mese, il 28 settembre, colpisce con il suo Albatros D.III un pallone da osservazione; il giorno dopo abbatte un caccia Nieuport. In ottobre è stato ufficialmente inviato al corso di addestramento da pilota ed il 1º novembre è stato promosso a capo squadra.
Nel gennaio 1918, tornò alla sua unità, che da allora era stata trasferita a Ghirano di Prata di Pordenone. La sua ultima vittoria è stata raggiunta il 21 febbraio, a sud dell'isola di Papadopoli abbattendo un caccia Sopwith Camel.
Sándor Tahy fu abbattuto a Mansuè il 7 marzo 1918 quando al suo aereo si ruppe un corrugatore per ragioni sconosciute (presumibilmente a causa di un difetto tecnico) schiantandosi a terra.